# Hermanas de la Caridad de Leavenworth
La Congregación de Hermanas de la Caridad de Leavenworth (oficialmente en latín: Congregatio Sororum Caritatis Leavenworthiensis) es un congregación religiosa católica femenina, de vida apostólica y de derecho pontificio, fundada en 1851 por la religiosa estadounidense Xavier Ross, en Nashville (Tennessee). A las religiosas de este instituto se les conoce como hermanas de la caridad de Leavenworth y posponen a sus nombres las siglas S.C.L.

## Historia
La congregación tiene su origen en las Hermanas de la Caridad de Bardstown, fundadas por el sacerdote suspilciano estadounidense John David en 1812. Un grupo de religiosas de dicha congregación fueron enviadas a fundar una comunidad en Nashville (Tennessee), pero en 1851, por intervención del obispo del lugar, las hermanas se separaron de la casa madre y se convirtieron en un cenobio autónomo.
El instituto recibió la aprobación como congregación religiosa de derecho diocesano en 1851, de parte de Richard Pius Miles, obispo de Nashville. En 1858, la madre superiora, Xavier Ross trasladó la casa general a Leavenworth, en Kansas. El papa Benedicto XV elevó el instituto a congregación religiosa de derecho pontificio, mediante decretum laudis del 1 de mayo de 1915.

## Organización
La Congregación de Hermanas de la Caridad de Leavenworth es un instituto religioso de derecho pontificio y centralizado, cuyo gobierno es ejercido por una superiora general. Hace parte de la Federación Vicenciana y de la Federación de Hermanas de la Caridad de la Tradición Vicentina-Setoniana. Su sede central se encuentra en Leavenworth (Estados Unidos).
Las hermanas de la caridad de Leavenworth viven según el modelo de vida fundado por Vicente de Paúl y se dedican a la educación e instrucción cristiana de la juventud y la atención de huérfanos, ancianos y enfermos. En 2017, el instituto contaba con 231 religiosas y 40 comunidades, presentes en Estados Unidos, Perú y Sudán del Sur.